# Rosazia
Rosazia é uma comuna francesa na região administrativa de Córsega, no departamento de Córsega do Sul. Estende-se por uma área de 19,72 km². 